# Павленко, Владимир Якимович
Влади́мир Яки́мович Павле́нко (16 сентября 1925, Сухомлыново, Одесский округ — 30 сентября 2012, Лысьва, Пермский край) — машинист завалочной машины мартеновского цеха Лысьвенского металлургического завода, Герой Социалистического Труда (1971).

## Биография
Владимир Якимович Павленко родился 16 сентября 1925 года в деревне Сухомлыново Ивановского района Одесской области.
Во время Великой Отечественной войны был эвакуирован в г. Лысьва, где поступил в школу ФЗО, которую успешно закончил в 1942 году.
После окончания школы ФЗО Владимир Якимович Павленко работал на Лысьвенском металлургическом заводе, где трудился всю свою трудовую жизнь с июля 1942 года по октябрь 1975 года.
За выдающиеся достижения при выполнении заданий пятилетнего плана по развитию чёрной металлургии Указом Президиума Верховного Совета СССР от 30 марта 1971 года Владимиру Якимовичу Павленко было присвоено звание Героя Социалистического Труда с вручением ордена Ленина и золотой медали «Серп и Молот».
Был депутатом городского и областного Советов трудящихся, работал с молодежью по вопросам профессиональной ориентации.
Умер Владимир Якимович Павленко 30 сентября 2012 в г. Лысьва

## Награды
- Звание Герой Социалистического Труда (Указ Президиума Верховного Совета СССР от 30 марта 1971 года);
- Золотая медаль «Серп и Молот» (30 марта 1971 — № 14867)[2];
- Орден Ленина (30 марта 1971 — № 412696);